# Близнюк, Геннадий Петрович
Генна́дий Петро́вич Близню́к (30 июля 1980, Светлогорск, Белорусская ССР) — белорусский футболист, нападающий. Тренер клуба «Энергетик-БГУ».

## Карьера
Воспитанник светлогорской ДЮСШ-2, первые тренеры — А. Е. Кучинский и В. В. Беляй.
Спортивную карьеру начал в мини-футбольной команде ЦКК. В 1999 году заключил первый профессиональный контракт с футбольным клубом «Гомель». После играл за саратовский «Сокол», БАТЭ, немецкий «Франкфурт».
В мае 2009 года расторг контракт с «Франкфуртом» по обоюдному согласию сторон. В начале июля подписал контракт с клубом «Сибирь». В дебютном матче за «Сибирь» против «СКА-Энергии» забил гол на 2-й минуте матча.
За футбольный клуб «Белшина» выступает с августа 2010 года (с перерывом).
17 декабря 2012 года заключил предварительное соглашение с футбольным клубом «Гомель». 22 декабря этого же года подписал контракт с клубом сроком на один год.
Завершил карьеру футболиста в 2018 году в возрасте 38 лет.

## Достижения
Мини-футбол
- Чемпион Беларуси: 1995/96
- Серебряный призёр чемпионата Беларуси: 1996/97
- Бронзовый призёр чемпионата Беларуси: 1997/98, 1998/99
- Финалист Кубка Беларуси: 1998
- Лучший нападающий чемпионата Беларуси: 1996/97
- Лучший игрок чемпионата Беларуси: 1997/98
- Лучший бомбардир Кубка Беларуси: 1997 (10 голов)

Футбол
- Чемпион Беларуси: 2003, 2006, 2007, 2008
- Бронзовый призёр чемпионата Беларуси: 1999
- Обладатель Кубка Беларуси: 2001/02, 2005/06, 2015/16
- Серебряный призёр первого российского дивизиона: 2009 (выход в премьер-лигу)
- Финалист Кубка России: 2009/10
- Лучший бомбардир чемпионата Беларуси: 2003 (18 голов, вместе с Сергеем Корниленко), 2008 (16 голов, вместе с Виталием Родионовым)
- В высшей лиге Беларуси по состоянию на 1 мая 2015 года забил 117 голов, входит в тройку лучших бомбардиров чемпионата за всю историю[2].
- Член белорусского Клуба бомбардиров (4-й результат): 158 голов.

## Статистика

### Международная
| Матчи Близнюка в составе мини-футбольной сборной Беларуси | Матчи Близнюка в составе мини-футбольной сборной Беларуси | Матчи Близнюка в составе мини-футбольной сборной Беларуси | Матчи Близнюка в составе мини-футбольной сборной Беларуси | Матчи Близнюка в составе мини-футбольной сборной Беларуси | Матчи Близнюка в составе мини-футбольной сборной Беларуси | Матчи Близнюка в составе мини-футбольной сборной Беларуси |
| --------------------------------------------------------- | --------------------------------------------------------- | --------------------------------------------------------- | --------------------------------------------------------- | --------------------------------------------------------- | --------------------------------------------------------- | --------------------------------------------------------- |
| Дата                                                      | Место проведения                                          | Оппонент                                                  | Счёт                                                      | Голы                                                      | Соревнование                                              |                                                           |
| 6 декабря 1997                                            | Нове-Место-над-Вагом                                      | Словакия                                                  | 4:5                                                       | 1                                                         | Товарищеский матч                                         |                                                           |
| 7 декабря 1997                                            | Нове-Место-над-Вагом                                      | Словакия                                                  | 4:8                                                       | —                                                         | Товарищеский матч                                         |                                                           |
| 24 октября 1998                                           | Минск                                                     | Украина                                                   | 0:2                                                       | —                                                         | Товарищеский матч                                         |                                                           |
| 25 октября 1998                                           | Минск                                                     | Украина                                                   | 3:3                                                       | 2                                                         | Товарищеский матч                                         |                                                           |
| 7 ноября 1998                                             | Реджо-ди-Калабрия                                         | Италия                                                    | 2:5                                                       | —                                                         | Отборочный раунд ЧЕ-1999                                  |                                                           |
| 8 ноября 1998                                             | Реджо-ди-Калабрия                                         | Франция                                                   | 6:4                                                       | 1                                                         | Отборочный раунд ЧЕ-1999                                  |                                                           |
| 10 ноября 1998                                            | Реджо-ди-Калабрия                                         | Грузия                                                    | 4:5                                                       | —                                                         | Отборочный раунд ЧЕ-1999                                  |                                                           |
| 22 ноября 1998                                            | Киев                                                      | Украина                                                   | 1:7                                                       | —                                                         | Товарищеский матч                                         |                                                           |

| Матчи Близнюка в составе молодёжной сборной Беларуси | Матчи Близнюка в составе молодёжной сборной Беларуси | Матчи Близнюка в составе молодёжной сборной Беларуси | Матчи Близнюка в составе молодёжной сборной Беларуси | Матчи Близнюка в составе молодёжной сборной Беларуси | Матчи Близнюка в составе молодёжной сборной Беларуси | Матчи Близнюка в составе молодёжной сборной Беларуси |
| ---------------------------------------------------- | ---------------------------------------------------- | ---------------------------------------------------- | ---------------------------------------------------- | ---------------------------------------------------- | ---------------------------------------------------- | ---------------------------------------------------- |
| Дата                                                 | Место проведения                                     | Оппонент                                             | Счёт                                                 | Голы                                                 | Соревнование                                         |                                                      |
| 29 марта 2000                                        | София                                                | Болгария                                             | 1:4                                                  | —                                                    | Товарищеский матч                                    |                                                      |
| 25 апреля 2000                                       | Комарно                                              | Словакия                                             | 1:2                                                  | —                                                    | Товарищеский матч                                    |                                                      |
| 14 августа 2001                                      | Борисов                                              | Греция                                               | 2:0                                                  | 1                                                    | Товарищеский матч                                    |                                                      |
| 31 августа 2001                                      | Борисов                                              | Украина                                              | 1:2                                                  | —                                                    | Отборочный матч ЧЕ-2002                              |                                                      |
| 4 сентября 2001                                      | Борисов                                              | Польша                                               | 3:3                                                  | —                                                    | Отборочный матч ЧЕ-2002                              |                                                      |

| Матчи Близнюка в составе национальной сборной Беларуси | Матчи Близнюка в составе национальной сборной Беларуси | Матчи Близнюка в составе национальной сборной Беларуси | Матчи Близнюка в составе национальной сборной Беларуси | Матчи Близнюка в составе национальной сборной Беларуси | Матчи Близнюка в составе национальной сборной Беларуси | Матчи Близнюка в составе национальной сборной Беларуси |
| ------------------------------------------------------ | ------------------------------------------------------ | ------------------------------------------------------ | ------------------------------------------------------ | ------------------------------------------------------ | ------------------------------------------------------ | ------------------------------------------------------ |
| Дата                                                   | Место проведения                                       | Оппонент                                               | Счёт                                                   | Голы                                                   | Соревнование                                           |                                                        |
| 19 февраля 2004                                        | Никосия                                                | Румыния                                                | 0:2                                                    | —                                                      | Товарищеский матч                                      |                                                        |
| 28 апреля 2004                                         | Минск                                                  | Литва                                                  | 1:0                                                    | 1                                                      | Товарищеский матч                                      |                                                        |
| 8 сентября 2004                                        | Осло                                                   | Норвегия                                               | 1:1                                                    | —                                                      | Отборочный матч ЧМ-2006                                |                                                        |
| 23 марта 2007                                          | Люксембург                                             | Люксембург                                             | 2:1                                                    | —                                                      | Отборочный матч ЧЕ-2008                                |                                                        |
| 22 августа 2007                                        | Минск                                                  | Израиль                                                | 2:1                                                    | —                                                      | Товарищеский матч                                      |                                                        |
| 12 сентября 2007                                       | Целе                                                   | Словения                                               | 0:1                                                    | —                                                      | Отборочный матч ЧЕ-2008                                |                                                        |
| 2 февраля 2008                                         | Та-Кали                                                | Исландия                                               | 2:0                                                    | —                                                      | Товарищеский матч                                      |                                                        |
| 4 февраля 2008                                         | Та-Кали                                                | Армения                                                | 1:2                                                    | —                                                      | Товарищеский матч                                      |                                                        |
| 1 апреля 2009                                          | Алма-Ата                                               | Казахстан                                              | 5:1                                                    | —                                                      | Отборочный матч ЧМ-2010                                |                                                        |
| 6 июня 2009                                            | Гродно                                                 | Андорра                                                | 5:1                                                    | 2                                                      | Отборочный матч ЧМ-2010                                |                                                        |
| 10 июня 2009                                           | Борисов                                                | Молдова                                                | 2:2                                                    | 1                                                      | Товарищеский матч                                      |                                                        |
| 12 августа 2009                                        | Минск                                                  | Хорватия                                               | 1:3                                                    | —                                                      | Отборочный матч ЧМ-2010                                |                                                        |